# La Unión, Yecuatla
La Unión är en ort i Mexiko.   Den ligger i kommunen Yecuatla och delstaten Veracruz, i den sydöstra delen av landet, 250 km öster om huvudstaden Mexico City. La Unión ligger 773 meter över havet och antalet invånare är 205.
Terrängen runt La Unión är bergig söderut, men norrut är den kuperad. Terrängen runt La Unión sluttar norrut. Runt La Unión är det ganska tätbefolkat, med 93 invånare per kvadratkilometer. Närmaste större samhälle är Misantla, 12,9 km nordväst om La Unión. I omgivningarna runt La Unión växer i huvudsak städsegrön lövskog.